# Günter Grass
Günter Wilhelm Grass (Gdanjsk, Poljska, 16. listopada 1927. – Lübeck, 13. travnja 2015.), kašupsko-njemački književnik, kipar, slikar, grafički dizajner.
Dobitnik je Nobelove nagradu za književnost 1999. godine. Najznačajnije djelo mu je roman Limeni bubanj u kojoj opisuje život njemačke obitelji u Gdanjsku u prvoj polovici 20. stoljeća. Roman obiluje fantastičnim elementima.

## Djela
Njegova drama Plebejci uvježbavaju ustanak izvođena je u zagrebačkom Teatru &TD. Film Limeni bubanj kojeg je njemački redatelj Volker Schlöndorff snimio prema Grassovom romanu dobio je 1980. Oscara za najbolji strani film, a djelomično je snimljen i u Zagrebu.

## Nagrade i priznanja
- 1993.: počasni građanin Gdanjska[3]

## Važnija djela
- "Limeni bubanj",
- "Mačka i miš",
- "Moje stoljeće",
- "Pasje godine",
- "Lumbur",
- "Sastanak u Talgeteu",
- "Zloguke žabe",
- "Korakom raka", V.B.Z., Zagreb, 2003., ISBN 953-201-237-0
- "Štakorica",
- "Lokalna anestezija", Prosveta, Beograd, 1973.
- "Dok ljuštim luk", V.B.Z., Zagreb, 2006. ISBN 953-201-623-6

## Vanjske poveznice
|  | Zajednički poslužitelj ima stranicu o temi Günter Grass    |
|  | Zajednički poslužitelj ima još gradiva o temi Günter Grass |